# Membrana basal glomerular
A membrana basal glomerular (MBG) é a porção da lâmina basal do glomérulo que realiza a filtração através das fendas de filtração entre os podócitos, separando o sangue do interior do filtrado do exterior. É uma fusão da célula endotelial e das lâminas basais dos podócitos.

## Camadas
A membrana basal glomerular possui três camadas: 
| Camada              | Localização                           | Composição                 | Função                              |
| lâmina rara externa | adjacente aos processos dos podócitos | sulfato de heparan         | bloqueio pela carga                 |
| lâmina densa        | zona central escurecida               | colágeno tipo 4 e laminina | bloqueio pelo tamanho (MW > 69,000) |
| lâmina rara interna | adjacente às células endoteliais      | sulfato de heparan         | bloqueio pela carga                 |

## Patologia
- Síndrome de Goodpasture é também conhecida como "doença anti-membrana basal glomerular". Os capilares se tornam inflamados como resultado de lesões na membrana basal glomerular causada por anticorpos.

- Síndrome nefrótica é uma mudança na estrutura do mecanismo de filtração glomerular, geralmente na membrana basal glomerular. Alguns sintomas incluem proteinúria, hipoalbuminemia, edema e hiperlipidemia.

- Glomeruloesclerose diabética é um espessamento da membrana basal glomerular, que pode se tornar até 4-5 vezes mais espessa que o normal. Pode ser causada por deficiência de insulina ou pela hiperglicemia resultante.